# Авеню 18 липня

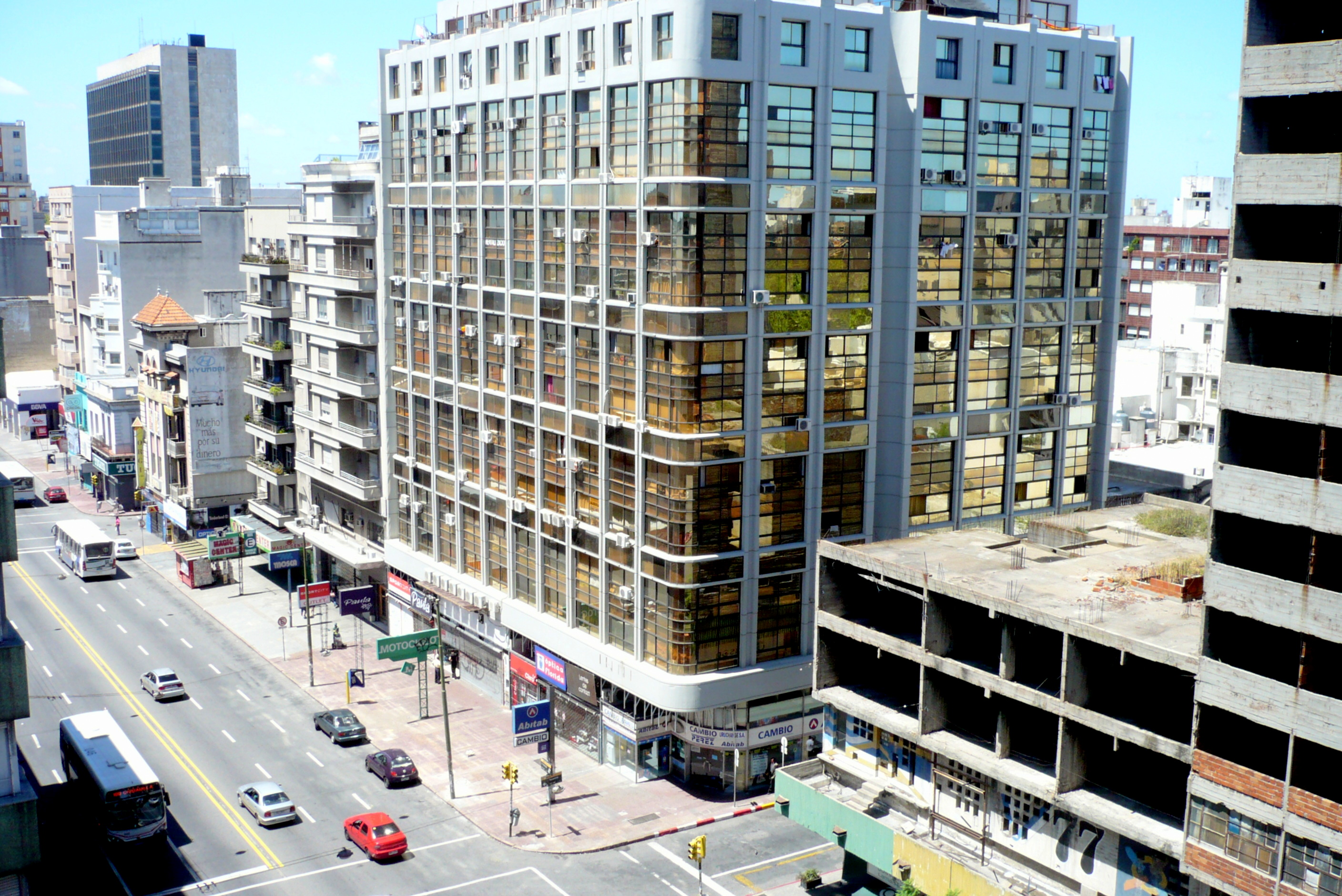
Авеню 18 липня та вулиця Такуарембо.

Авеніда 18 Липня або Авеню 18 липня — найважливіший проспект у місті Монтевідео, Уругвай. Він названий на честь дати, коли 18 липня 1830 року була приведена до присяги перша Конституція.
Він починається від площі Незалежності на межі Сьюдад-В'єха (Старого міста), перетинає райони Сентро та Кордон і закінчується біля обеліска Монтевідео в Трес-Крусес, де зустрічається з бульваром Артігас. Хоча це не найширший і не найдовший проспект міста, він вважається найважливішим у Монтевідео, як комерційний центр, а також через велику кількість туристичних визначних пам'яток, розташованих уздовж нього. Це також район Монтевідео, а також Сьюдад-В'єха, де найкраще збереглася архітектура ар-деко, прикладом якої є палаци Рінальді, Діас і Сальво.

## Історія
Avenida 18 de Julio була задумана як вісь «Нового міста» після того, як Установчі збори 1829 року ухвалили рішення про знесення міських стін та укріплень. Проспект був спроєктований як пряма лінія, аж до вулиці Меданос (сучасна вулиця Хав'єр Варіус Аморін), де він розгалужувався між Каміно Мальдонадо (східне продовження сучасного проспекту 18 липня) та Естансуела (сучасний проспект Установчих зборів).
З розширенням міста площа Каганча була обрана як нервовий центр, саме тому там був встановлений «нульовий кілометр» Уругваю, де починається дорожня система країни. У центрі площі стоїть Статуя Миру загальною висотою 17 метрів, урочисто відкрита в 1867 році на честь миру, який поклав кінець громадянській війні між «традиційними партіями» — Національною і Колорадо — двома роками раніше.

## Орієнтири
Основні пам'ятки на цьому проспекті:
- Мавзолей Артігас, розташований на початку алеї на площі Незалежності
- Паласіо Сальво
- Будівля Лапідо
- Площа Фабіні
- Мерія Монтевідео
- Іглесія-дель-Кордон
- Університет Республіки
- Обеліск Монтевідео, розташований в кінці проспекту, де він перетинається збульваром Артігас
- Будівля Лондон-Париж (Edificio London París)

## Галерея

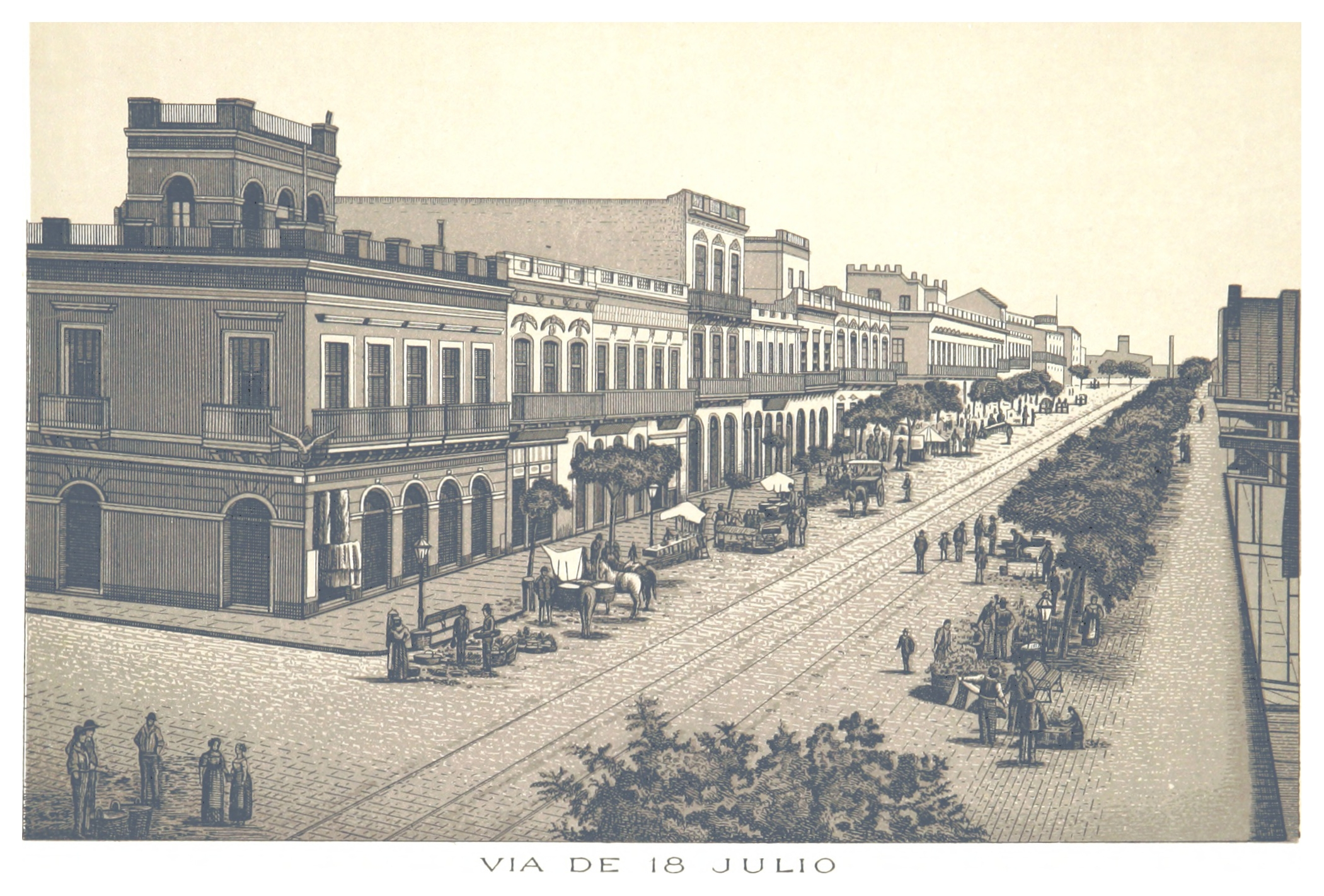
Малюнок проспекту 1885 року
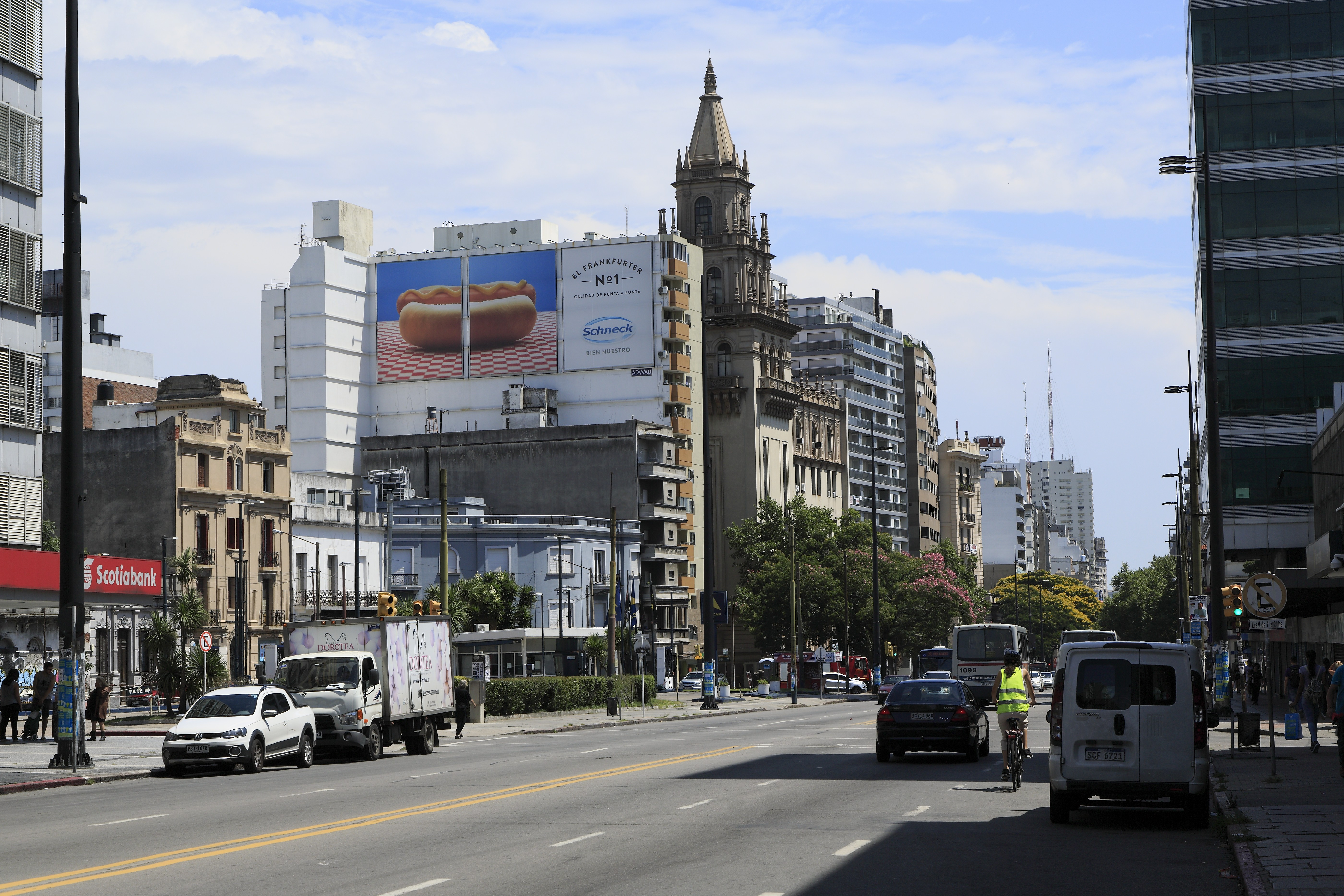
Вид на проспект
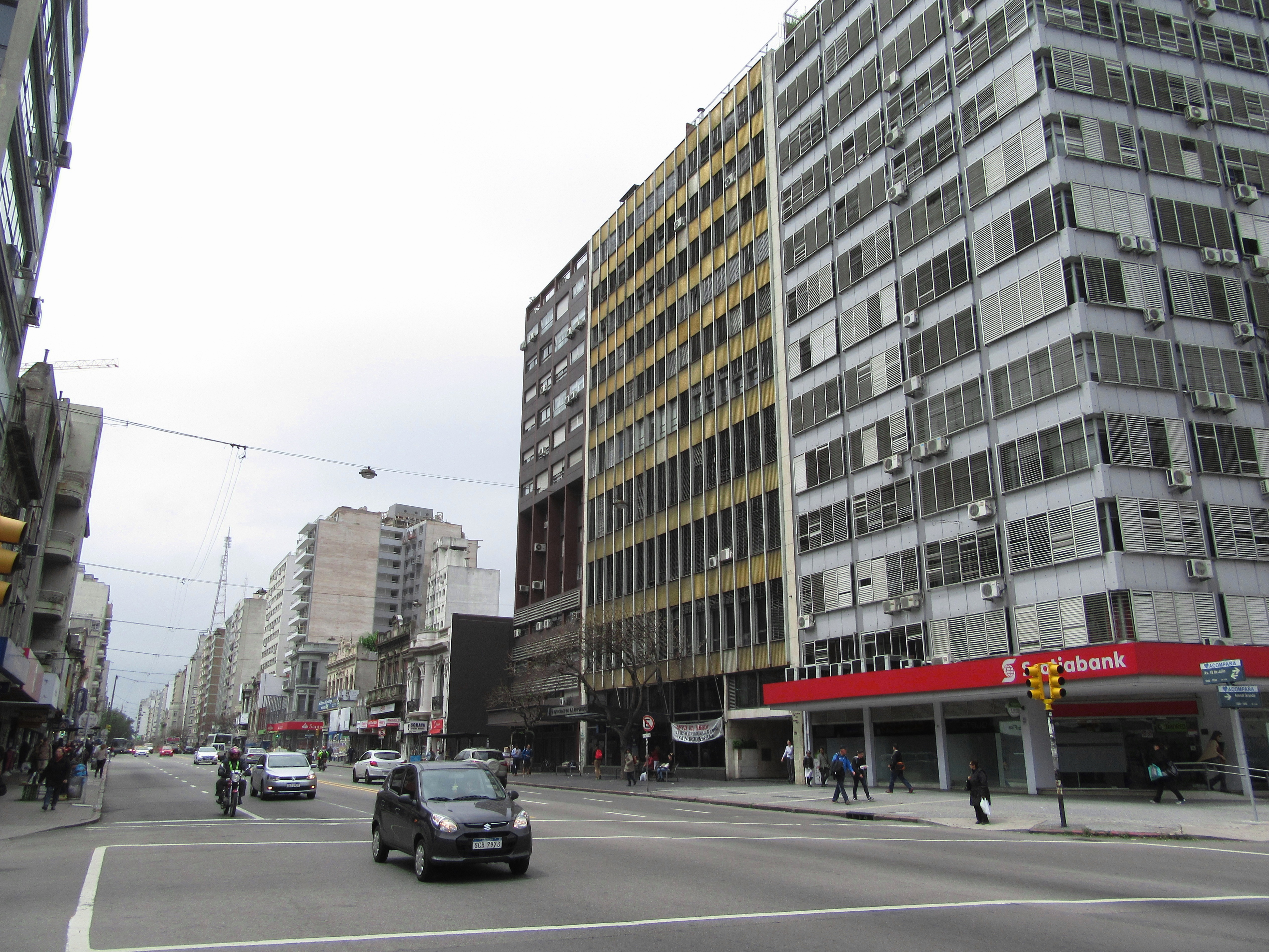
Авеню 18 липня & Arenal Grande St.
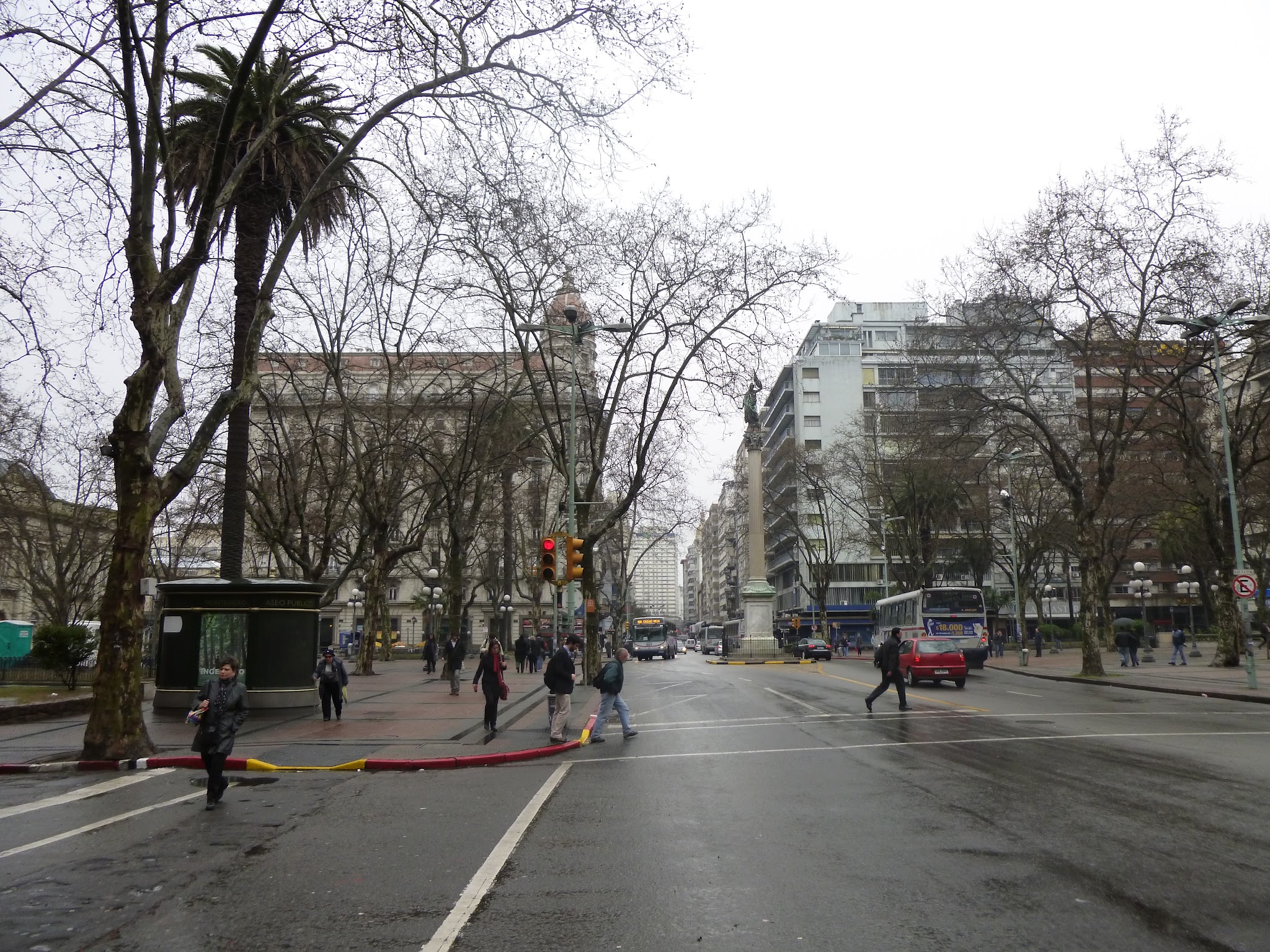
Площа Каганча, яку перетинає Авеню 18 липня

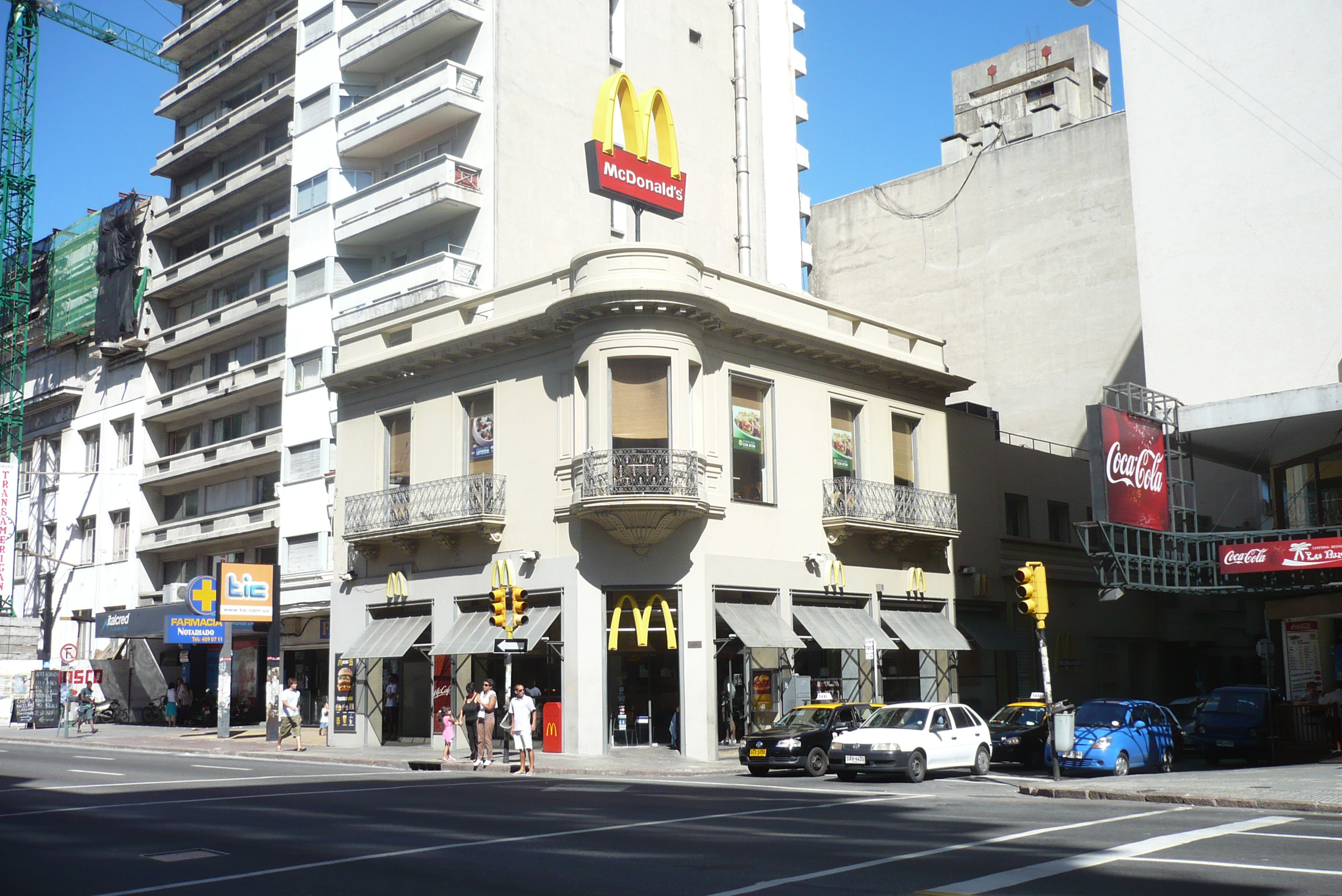
Ресторан McDonald's на проспекті 18 липня та вулиці Габото.
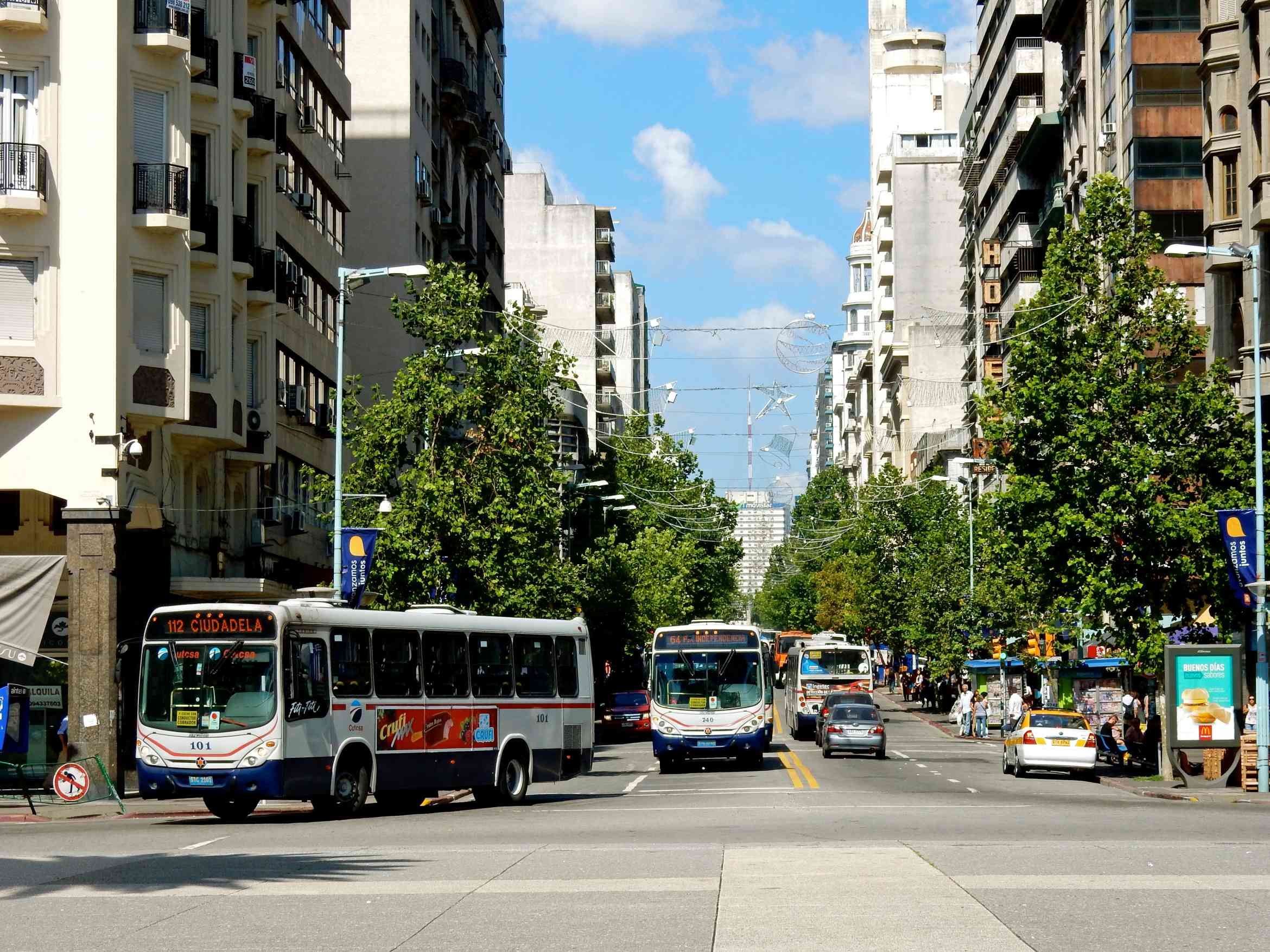
Вид на авеню з площі Незалежності
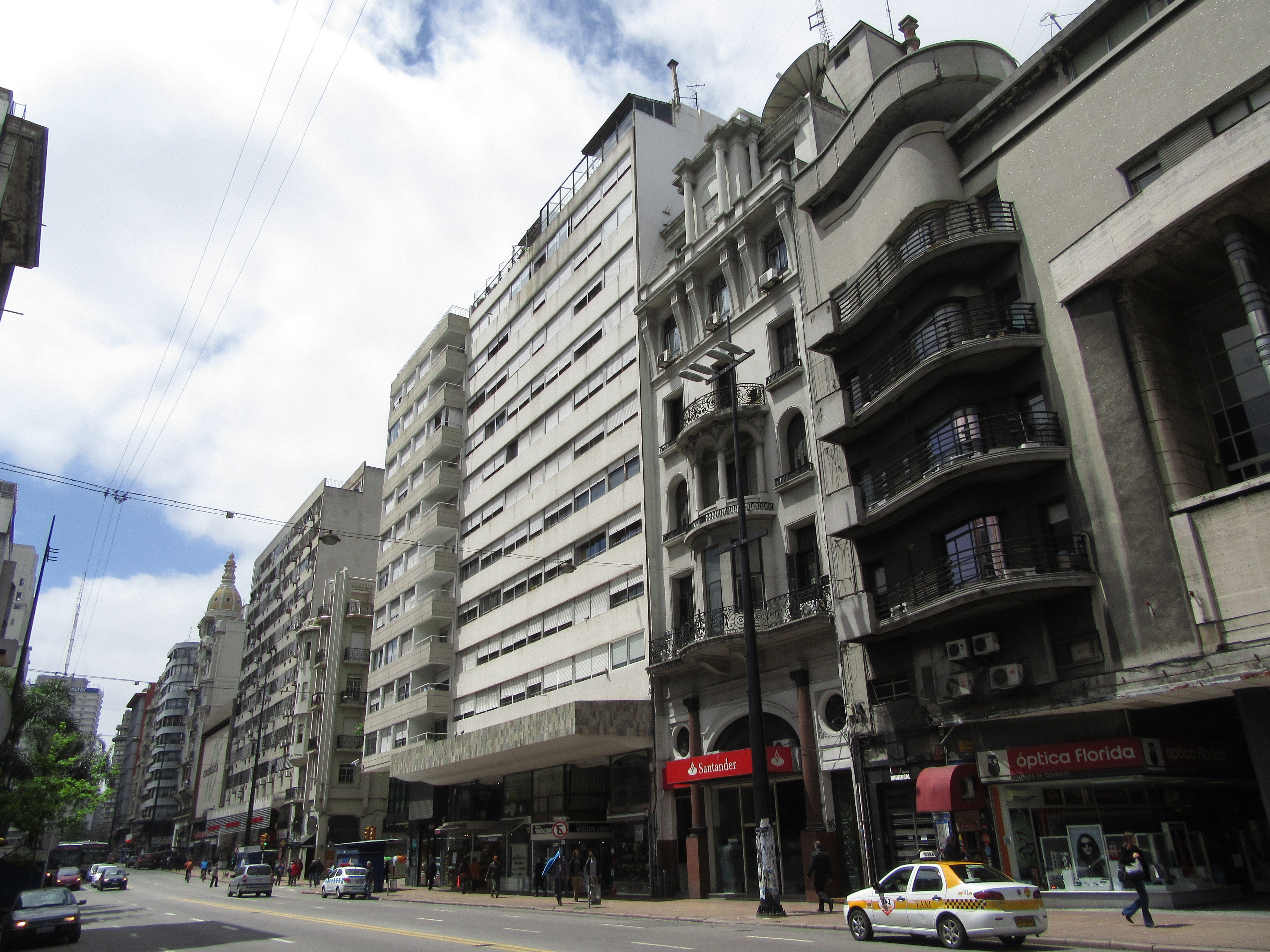
Авеню 18 липня між вул. Куарейм і вул. Ї.